# Osvaldo Andéchaga
Osvaldo Andéchaga (n. 1954) es un director de cine argentino. Ha obtenido el Premio Cóndor de Plata, por La ciudad oculta.

## Filmografía

### Director
1. La ciudad oculta (1989)
2. Contramano (inconclusa - 1983)
3. Prima Rock (1982)